# Pho Si Suwan (huyện)
Pho Si Suwan (tiếng Thái: โพธิ์ศรีสุวรรณ) là một huyện (amphoe) ở vùng tây bắc của tỉnh Sisaket, đông bắc Thái Lan.

## Lịch sử
Tiểu huyện (king amphoe) được thành lập ngày 30 tháng 4 năm 1994, when it was được tách ra từ Uthumphon Phisai.
Theo quyết định của chính phủ Thái Lan vào ngày 15 tháng 5 năm 2007, tất cả 81 tiểu huyện đều được nâng lên thành huyện. Với việc đăng công báo ngày 24 tháng 8, việc nâng cấp này thành chính thức .

## Địa lý
Các huyện giáp ranh (từ phía bắc theo chiều kim đồng hồ) là: Bueng Bun, Uthumphon Phisai và Mueang Chan của tỉnh Sisaket, và Rattanaburi của tỉnh Surin.

## Hành chính
Huyện này được chia thành 5 phó huyện (tambon), các đơn vị này lại được chia ra thành 80 làng (muban). Không có khu vực đô thị, có 5 Tổ chức hành chính tambon.
| STT. | Tên      | Tên Thái | Số làng | Dân số |  |
| ---- | -------- | -------- | ------- | ------ |  |
| 1.   | Dot      | โดด      | 25      | 7.952  |  |
| 2.   | Siao     | เสียว     | 17      | 4.455  |  |
| 3.   | Nong Ma  | หนองม้า   | 12      | 3.519  |  |
| 4.   | Phue Yai | ผือใหญ่    | 14      | 4.568  |  |
| 5.   | I Se     | อีเซ      | 12      | 3.025  |  |